# Francisco Guerrero Marín
Francisco Guerrero Marín (né le 7 juillet 1951 Linares, Andalousie, et mort le 19 octobre 1997 à Madrid) est un compositeur espagnol de musique contemporaine. Il est un des principaux compositeurs espagnols de la seconde moitié du XXe siècle.

## Biographie
Son père l'initie à la musique dès l'âge de 6 ans. Il poursuit ses études musicales à Majorque, Madrid puis à Grenade où il suit les cours d'harmonie et de contrepoint d'un ancien élève de Manuel Hidalgo, Juan Alfonso Garcia. Il travaille à la Radio de Grenade puis, à partir de 1973, à la radio nationale espagnole, où il est programmateur. En 1985, il crée le département de musique électronique de l'Université de Las Palamas de Gran Canaria.

## Œuvre
Son œuvre est d'une grande difficulté d'exécution, notamment en raison de ses polyphonies et rythmes complexes. Il introduit dans son travail de composition des procédures dérivées des mathématiques, ce qui rapproche son œuvre de celle de Iannis Xenakis. En particulier, dans la dernière période de sa vie, il s'inspire de la théorie des fractales.
Il fait montre d'un intérêt constant pour la musique électro-acoustique (Jondo, Actus). Son œuvre se compose toutefois pour sa majeure partie de musiques de chambre (Zayin). Il a également composé des pièces pour orchestre, des pièces de musique vocale (Anemos B, Erótica, Nur) et des pièces pour instrument seul (Op. 1 Manual pour piano, Pâni, pour clavecin). 
L'un des derniers projets qu'il entreprit fut d'orchestrer la suite pour piano Iberia d'Albeniz, selon lui "l'œuvre espagnole la plus importante des cent cinquante dernières années". Il n'eut le temps d'orchestrer que six pièces, la moitié du cycle.

### Liste
Vous pouvez consulter le catalogue complet: http://www.centrodedocumentacionmusicaldeandalucia.es/export/sites/default/publicaciones/pdfs/catalogo-guerrero.pdf

- Facturas pour ensemble (1969)
- Da tagte es pour orgue (1970)
- Lo menos importante pour clavecin et trois magnétophones (1971)
- Xénias Pacatas pour 18 cordes (1971-1972)
- Diapsalmata (1972)
- Oda pour 9 musiciens (1973)
- Noa pour deux trompettes et deux trombones (1973)
- La Vox Eterna pour deux voix de basses, 4 percussionnistes, et deux magnétophones (1973)
- Kineema pour clarinette et piano (1973)
- Ecce Opus pour grand orchestre (1973)
- Agonica pour quintette à vent (1973)
- Xenias Pacatas II pour 2 guitares (1974)
- Jondo pour cuivres, percussions, 5 à 10 ténors, 5 à 10 basses et bande magnétique (1974)
- Datura fastuosa pour orchestre à cordes (1974)
- Anemos A (1975)
- Actus (1975)
- Sobra la tumba de... pour violon, alto solo, 2 trombones et 14 cordes (1975-1976)
- Op.1 Manual pour piano (1976)
- Concierto de camara pour six instruments (1978)
- Anemos C (1978)
- Anemos B pour douze voix mixtes a cappella (1977-1978)
- Acte préalable pour 4 percussionnistes (1977-1978)
- Ars Combinatoria per sei esecutori (1980)
- Antar Atman pour orchestre (1980)
- Erótica pour contralto et guitare (1978-1981)
- Vâda pour 2 sopranos et 9 instrumentistes (1982)
- Pâni pour clavecin (1981-1982)
- Zayin pour trio à cordes (1983)
- Ariadna pour 10 violon, 5 altos, 5 violoncelles (1984)
- Têyas pour chœur a cappella de 24 voix (1985)
- Rhea pour ensemble de saxophones (1988)
- Zayin III per trio d'archi (1989)
- Zayin II per violino, viola, violoncello (1989)
- Nur per coro a cappella su testi tratti dal Corano (1990)
- Cefeidas (1990)
- Sahara pour orchestre (1991)
- Dunas pour orchestre à cordes (1991)
- Delta Cephei per 2 clarinetti, violino, viola e violoncello (1991)
- Rigel (1993)
- Oleada pour orchestre à cordes (1993)
- Zayin V per trio d'archi (1994)
- Zayin IV pour quatuor à cordes (1994)
- Hyades pour voix, flûte, trombone, contrebasse et électronique (1994)
- Zayin VII b (pequeño Zayin) pour trio à cordes (1995)
- Zayin VI pour violon solo (1995)
- Coma Berenices (1996)
- Zayin VII pour quatuor à cordes (1996-1997)

## Anecdotes
Pascal Dusapin a dédié à sa mémoire un requiem, intitulé Umbrae mortis, composé peu de temps après sa mort, en 1997, dont le texte reprend celui de Johannes Ockeghem.